# Lhalung Pelgyi Dorje
Lhalung Pelgyi Dorje (tibétain : ལྷ་ལུང་དཔལ་གྱི་རྡོ་རྗེ།, Wylie : lha lung dpal gyi rdo rje, THL : Lhalung Palkye Dorje) est un des vingt-cinq principaux disciples de Padmasambhava et un érudit bouddhiste tibétain de renom. Moine, il est surtout connu pour avoir assassiné en 842, Langdarma, le dernier roi du Tibet.

## Jeunesse
Lhalung Pelgyi Dorjé est né à Dromto Gungmoche, à l'est de Lhassa. Lhalung est le nom de sa famille et dérive du lieu auquel elle est associée. Il a combattu sur le front de l'Est contre les Chinois, mais fatigué des carnages de la guerre, il commença à pratiquer la religion.

## Éducation
Il s'est rendu, avec son frère Rabjor Wangpo aussi appelé Tsunpa Pelyang, au monastère de Samyé où il fut ordonné moine par Vimalamitra. Il reçut de Padmasambhava les vœux de bodhisattva et les initiations du Vajrayana.
Pelgyi Dorje reçut aussi les enseignements de l'Abhidharma de Jinamitra et de Kawa Paltsek qu'il aurait propagé dans le Kham. Il reçut de Vairocana des enseignements du Dzogchen qu'il transmit à Nyak Jñyānakumara.
Lhalung Pelgyi Dorje aurait fondé le monastère de Lhalung au IXe siècle, ou selon une autre hypothèse, le 1er karmapa Düsum Khyenpa en aurait le fondateur en 1154.

## Régicide
Pelgyi Dorje est surtout connu pour avoir tué Langdarma, le dernier Empereur de la dynastie Yarlung. Langdarma était le frère de Relpachen, qui agrandit la taille de l'empire tibétain à sa plus grande taille et considéré comme un grand patron du bouddhisme. Langdarma aurait été un souverain anti-bouddhiste qui exécuta et bannit des moines et ferma des monastères.
Selon la version la plus souvent mentionnée de l'assassinat, Pelgyi Dorje méditait dans une grotte à Drak Yerpa quand il entendit parler de la persécution du bouddhisme par Langdarma. Il résolut de sauver à la fois la religion et le roi en l'assassinant - l'empêchant de fait d'accumuler le terrible karma de nuire au bouddhisme. Il est présenté comme un tantrikâ, excellent dans l'art de la « libération » des ennemis. Selon une inscription découverte à Yerpa, il était en fait un moine. Une anecdote rapporte qu'il s'enfuit en Amdo où il refusa d'ordonner un nouveau moine au motif qu'ayant commis un assassinat, il n'était plus qualifié pour ordonner d'autres personnes.
Cet évènement marque la fin de l'Empire du Tibet et le début de l'ère de la fragmentation. Les fils de Langdarma se divisèrent l'empire Ösung à l'Ouest et Yumten à l'Est.
Après une longue vie passée dans la solitude, Pelgyi Dorje est décédé, et manifesta le corps d'arc-en-ciel. Ses réincarnations comprennent le 1er Pelyul Pema Norbu (1679-1757), Chakri Rigdzin Nyima Drakpa (1647-1710), et les Surmang Trungpa Tulkous, en commençant par Kunga Gyeltsen.
Jens Schlieter (de), qui a étudié les stratégies de justification de la violence présentées dans des textes tibétains en se basant sur l'assassinat du dernier empereur du Tibet, Langdarma par le moine Lhalung Pelgyi Dorje, indique que cet épisode est relaté de façon prudente dans les Annales bleues.